# القليعة (قرطبة)
القُلَعْيَة هي بلدة تقع بالقرب من قرطبة بإسبانيا. تعتبر المدينة ذات أهمية لجسرها المكون من 19 قوسًا الذي بني بين عامي 1785 و 1792 عبر الوادي الكبير والذي كان موقعًا لمعركتين في القرن التاسع عشر.